# Мері-Кейт Олсен (акторка)
Мері-Кейт Олсен (англ. Mary-Kate Olsen; нар. 13 червня 1986, Шерман-Окс, Каліфорнія, США) — американська модельєрка, акторка та продюсерка.
Її кар'єрний дебют відбувся в 1987 році в серіалі «Повний будинок», де вона на пару з сестрою-близнючкою Ешлі грала роль Мішель Таннер. Після величезного успіху серіалу «Повний будинок» Мері-Кейт з сестрою вдалося створити успішну кар'єру, знявшись у головних ролях в дитячих та молодіжних телефільмах, зробивши своє ім'я відомим по всьому світу.
Заснована в 1993 році компанія Dualstar, була створена для популяризації імені сестер, виробництва товарів, фільмів і телешоу і їх участю, стала вельми прибутковим сімейним бізнесом. Мері-Кейт приєдналася в 2004 році до ради директорів компанії, чим забезпечила свої позиції в Списку найбагатших знаменитостей за версією «Forbes».

## Кар'єра

### Початок кар'єри (1986—1993)
Мері-Кейт Олсен розпочала свою акторську кар'єру в 1987 році у віці дев'яти місяців, коли вона і її сестра-близнюк Ешлі Олсен отримали їх першу спільну роль Мішель Таннер в телесеріалі «Повний будинок». Близнюки мали грати одного персонажа внаслідок суворих законів про працю щодо тривалості часу присутності на знімальному майданчику дітей-акторів їх віку. Запросивши близнюків, виробники змогли збільшити час знімального дня.

### Успіх сестер Олсен (1993—2005)
Їх величезний успіх у серіалі «Повний будинок» привів до створення компанії Dualstar у 1993 році, яка займалася продюсуванням фільмів за участю сестер у головних ролях, а також продажем іменних предметів, включаючи косметику і одяг. Знімаючись в серіалі, сестри також були задіяні у виробництві телефільмів, створених спеціально для них.
Після закінчення серіалу в 1995 році Мері-Кейт продовжила зніматися спільно з Ешлі, разом вони випустили ряд дуже успішних відео-фільмів і стали досить популярні на «підлітковому» ринку в кінці 1990-х — початку 2000-х років. Їх імена були у всіх на вустах, їх образ був в одязі, книгах, парфумах, журналах, фільмах і плакатах. Також у 2000—2005 роках випускалися компанією Mattel їх ляльки.
З 1989 по 2004 рік були номіновані, а також отримали кілька нагород, серед яких Young Artist Awards, Kids' Choice Awards і Daytime Emmy Awards.
У 2004 році Мері-Кейт з'явилася з сестрою Ешлі в останньому спільному фільмі «Миттєвості Нью-Йорка».

### Незалежна кар'єра (з 2006)
Прагнучи до створення незалежного образу для себе і своєї сестри Мері-Кейт попросила громадськість і ЗМі ставитися до них не як до «сестер Олсен», а як до Мері-Кейт Олсен і Ешлі Олсен відповідно.
Перший сольний проект Мері-Кейт в акторській кар'єрі — поява у фільмі «Я спокусила Енді Воргола», що вийшов у грудні 2006 року. Коротка сцена з нею в кінцевому підсумку була вирізана з кінотеатральної версії, але потрапила на DVD. Також у неї була періодична роль Тари Ліндмен в серіалі «Дурман». У 2008 році з'являється у фільмі «Божевілля» в ролі Юніон. На кінофестивалі Санденс Мері-Кейт отримала похвалу від партнера по знімальному майданчику Бена Кінгслі, який сказав, що вона профі і ідеально зіграла свою роль — дівчини-істерички. Також в 2008 році з'явилася в одному епізоді серіалу «Хто така Саманта?», виконавши роль поганої Наталі, якій Саманта намагається допомогти при виконанні громадських робіт.
У 2011 році вийшов останній фільм з її участю «Страшенно красивий», крім того вона отримала роль Стейсі у фільмі-драмі «Story of a Girl» з Кевіном Бейконом у головній ролі.

### Управління компанією
На свій 18-й день народження в 2004 році Мері-Кейт Олсен приєдналася до ради директорів компанії Dualstar Entertainment Group. На той час головна діяльність компанії була зосереджена навколо образу «близнючок Олсен». Після отримання контролю над компанією Мері-Кейт з сестрою почали орієнтуватися на «підлітковий ринок товарів», в тому числі декор для дому та парфумерію. Їх успіх був відзначений попаданням в список «100 знаменитостей» Forbes з 2002 року, і в 2007 році сестри Олсен опинилися на 11-му місці серед найбагатших жінок в індустрії розваг зі своєю оціночною вартістю $100 млн.

## Кінна кар'єра
Олсен почала займатися верховою їздою в 1992 році, коли їй було шість років. Під час навчання в Кемпбелл Холлі вона була членом шкільної команди з кінного спорту. Після переїзду до Нью-Йорка, щоб вступити до Нью-Йоркського університету, Олсен тимчасово припинила займатися верховою їздою, але згодом вона знову почала, заявивши: «Я повернулася до спорту, тому що я сумувала за ним кожного дня, коли я не займалася верховою їздою. Це було найважче залишити і це найважче повернутися». У 2013 році її кінь Marvelous, на якому їздив Джеймс Андерсон, переміг на 38-й виставці Hampton Classic Horse Show.
Олсен займається верховою їздою. У 2013 році вона почала брати участь у виставці Hampton Classic Horse Show у Бріджгемптоні, штат Нью-Йорк. 17 вересня 2016 року вона брала участь у Американському золотому кубку в Норт-Сейлемі, Нью-Йорк. У серпні–вересні 2017 року вона брала участь у виставці Hampton Classic Horse Show: 29 серпня Олсен та її кінь Дунотер V зайняли шосте місце у змаганні власників-стрибунів (1,20 метра), а 1 вересня вона та Dunotaire V фінішував на третьому місці у стрибках серед власників-любителів у класичному стилі. У вересні 2017 року Олсен та її кінь Фей д'Амур виграли Золотий кубок Америки. У неї також є коні на ім'я Прем' Долар Бой і Гертог Ван'т Мердегоф.

## Публічний образ
Хоча стиль одягу Мері-Кейт став дуже популярний, Олсен постійно піддається критиці за носіння і використання у своїх модних лініях хутра. PETA, організація, яка веде боротьбу за права тварин, стурбована тим, що Олсен популяризують носіння хутра і створила сайт Meet the Trollsen Twins.

## Особисте життя
З 2002 року по 2004 зустрічалася з Максом Вінклером, сином актора і продюсера Генрі Вінклера. Після нього мала стосунки з Девідом Катценбергом. У 2004 році зустрічалася з співзасновником і креативним директором Genetic Denim Алі Фатуреші (Ali Fatourechi). У 2005 році була заручена зі Ставросом Ніархосом III, заради якого покинула навчання в Нью-Йоркському університеті. Але познайомивши нареченого зі своєю подругою Періс Хілтон, дізналася пізніше з газет про їх роман. З вересня 2006 до літа 2007 року зустрічалася з Максвеллом Сноу, молодшим братом покійного нью-йоркського художника Деша Сноу. З літа 2008 зустрічалася з художником Нейтом Лоуманом, розлучилася з ним взимку 2009 року.
З 27 листопада 2015 року Мері-Кейт одружена з Олів'є Саркозі, братом екс-президента Франції, з яким вона зустрічалася 3 роки до їх весілля.

### Проблеми зі здоров'ям
В середині 2004 року Мері-Кейт оголосила, що почала лікування нервової анорексії. 20 листопада 2007 року вона була госпіталізована з нирковою інфекцією.

### Смерть Хіта Леджера
Мері-Кейт була близьким другом покійного актора Хіта Леджера. Після виявлення Леджера в безсвідомому стані його масажистка Дайана спочатку двічі зателефонувала Олсен і тільки потім в поліцію. Цей факт дуже зацікавив поліцію. Мері-Кейт заявила, що не говоритиме зі слідчим без адвоката. Адвокат Олсен Майкл С. Міллер сказав: 
  Ми надали уряду необхідну інформацію, включаючи факти в хронології подій навколо смерті Леджера і той факт, що Олсен не знає джерело наркотиків Леджера.— 

## Фільмографія
Фільми, в яких Мері-Кейт Олсен знімалася разом з сестрою Ешлі Олсен, див. у Мері-Кейт і Ешлі Олсен.
| Рік  |   | Українська назва         | Оригінальна назва | Роль                          |
| ---- | - | ------------------------ | ----------------- | ----------------------------- |
| 2006 | ф | Я спокусила Енді Воргола | Factory Girl      | Моллі Спенс, власниця галереї |
| 2007 | с | Дурман                   | Weeds             | Тара Ліндмен                  |
| 2008 | ф | Божевілля                | The Wackness      | Юніон                         |
| 2008 | с | Хто така Саманта?        | Samantha Who?     | Наталі                        |
| 2011 | ф | Страшенно красивий       | Beastly           | Кендра Хілферті               |
| 2011 | ф | Історія дівчини          | Story of a Girl   | Стейсі                        |